# Tranzystor o wysokiej ruchliwości elektronów
Tranzystor o wysokiej ruchliwości elektronów (ang. High Electron Mobility Transistor), znany również jako heterostruktura FET (HFET) lub FET z domieszką modulacji (MODFET), jest tranzystorem polowym zawierającym połączenie dwóch materiałów o różnych pasmach wzbronionych (tj. heterozłącze) tworzących kanał zamiast domieszkowanego obszaru jak na ogół w przypadku tranzystorów MOSFET.
Powszechnie stosowaną kombinacją materiałów jest GaAs i AlGaAs, jednakże zastosowane materiały zależą od typu urządzenia, w którym ten typ tranzystora zostanie zastosowany.
Urządzenia zawierające więcej indu generalnie wykazują lepszą wydajność przy wysokich częstotliwościach, podczas gdy w ostatnich latach tranzystory HEMT wykonane z azotku galu zyskały popularność ze względu na ich wysoką moc.
Podobnie jak inne tranzystory FET, HEMT są używane w układach scalonych jako przełączniki cyfrowe. Tranzystory HEMT są w stanie działać na wyższych częstotliwościach niż zwykłe tranzystory, aż do częstotliwości fal milimetrowych, dlatego mają również zastosowanie w produktach działających z wysoką częstotliwością, takich jak telefony komórkowe, odbiorniki telewizji satelitarnej, konwertery napięcia i sprzęt radarowy. Są szeroko stosowane w odbiornikach satelitarnych, we wzmacniaczach małej mocy oraz w przemyśle obronnym (np. radary).